# Henri II av Bourbon, prins de Condé

Henrik II:s vapen.
Vapenskölden utgjordes av huset Bourbon-Condés vapen (från 1588).

Henri II av Bourbon, prins av Condé, född 1 september 1588, död 26 december 1646, var en fransk prins. Han var son till Henri I av Bourbon.

## Biografi
Hans äkta börd bestreds först, men han erkändes efter en kort tid som prins av Condé  och prins av blodet. Prinsen av Condé uppfostrades i den katolska religionen, och betraktades under flera år som den sannolike tronarvingen, tills Henrik IV:s skilsmässa och nya giftermål ändrade hans ställning. År 1609 gifte han sig med Charlotte de Montmorency, en av den tidens rikaste och skönaste kvinnor, men flydde snart med sin hustru till Nederländerna, därför att Henrik IV blivit betagen i henne.
Efter Henriks död 1610 återvände han till Frankrike men blev missnöjd över att inte ha blivit regent under Ludvig XIII:s minderårighet och deltog i flera intriger mot regentinnan, Maria av Medici. Han blev slutligen gripen 1616 och satt fången i tre år. Under en kort tid efter Charles d'Alberts, hertigen av Luynes, död 1621 var han kungens främste rådgivare, men föll snart i onåd. År 1626 försökte han närma sig den alltmer allsmäktige Richelieu och deltog från 1627 i kriget mot hugenotterna och ställde sig under återstoden av sitt liv lojalt på kungamaktens sida. Han användes mycket i kriget mot Spanien, dock utan att särskilt utmärka sig. Efter Ludvig XIII:s död stödde han drottning Anna av Österrike och Jules Mazarin. Mån om sin ekonomi efterlämnade han en stor förmögenhet.

## Familj
I äktenskapet med Charlotte de Montmorency fick han tre barn, som alla blev protagonister i Fronden:
- Anne Genevieve av Bourbon (1619-1679), gift med Henrik II av Orléans, hertig av Longueville
- Louis II av Bourbon den store Condé (1621-1686)
- Armand av Bourbon, prins av Conti (1629-1666)

Han tvingade sin son, den store Condé, att gifta sig med en av kardinal Richelieus systerdöttrar. Hans andre son, Armand, blev stamfader för ättegrenen Conti. 